# Kịch xà phòng
Kịch xà phòng (tiếng Anh: soap opera) là một dạng kịch truyền thanh hoặc phim truyền hình dài tập với nội dung chủ yếu đề cập đời sống của nhiều nhân vật, thường tập trung vào các mối quan hệ tình cảm của họ, và tạo ra kịch tính cao. Thuật ngữ kịch xà bông ở phương Tây bắt nguồn từ việc các nhà tài trợ cho các vở kịch này thường là các nhà sản xuất xà bông.
Chương trình The Archers của BBC Radio, phát sóng lần đầu tiên vào năm 1950, là vở kịch xà bông trên radio dài nhất thế giới; vở opera xà bông truyền hình dài nhất thế giới là Coronation Street, phát sóng lần đầu trên ITV vào năm 1960.
Một yếu tố quan trọng xác định thế nào là một phim/kịch xà bông là bản chất nối tiếp mở của câu chuyện, với những câu chuyện kéo dài vài tập. Theo Albert Moran, một trong những đặc điểm khiến chương trình truyền hình trở thành một vở kịch truyền hình là "hình thức truyền hình hoạt động với một câu chuyện mở liên tục. Mỗi tập kết thúc với một lời hứa rằng câu chuyện sẽ được tiếp tục trong tập tiếp theo." Năm 2012, chuyên mục Robert Lloyd của Los Angeles Times viết về các bộ phim truyền hình hàng ngày:
Mặc dù thường làm cường điệu hóa các sự kiện, những vở kịch xà bông như thế này cũng có một không gian sang trọng làm cho chúng có vẻ tự nhiên hơn; thật vậy, tính kinh tế của loại hình này đòi hỏi những cảnh dài, và những cuộc đối thoại mà một loạt phim hàng tuần dài 22 tập có thể được diễn ra chỉ trong trong nửa tá đoạn hội thoại, nhưng ở opera xà bông, thì có thể kéo dài tới vài trang hội thoại. Bạn dành nhiều thời gian hơn ngay cả với các nhân vật phụ; nhân vật phản diện rõ ràng thì lại tỏ ra ít phản diện hơn.
Cốt truyện của các vở kịch xà bông phát triển song song, giao nhau và dẫn đến sự phát triển hơn nữa. Một tập riêng của một vở kịch xà bông thường sẽ chuyển đổi giữa một số chủ đề tường thuật đồng thời khác nhau có thể đôi khi kết nối và ảnh hưởng lẫn nhau hoặc có thể chạy hoàn toàn độc lập với nhau. Mỗi tập có thể có một số cốt truyện hiện tại của chương trình, nhưng không phải lúc nào cũng là tất cả. Đặc biệt là các sê-ri ban ngày và các phần được phát sóng mỗi ngày trong tuần, có một số vòng quay của cả cốt truyện và diễn viên, vì vậy bất kỳ cốt truyện hay diễn viên nào sẽ xuất hiện trong một tập nhưng thường không phải là tất cả các tập trong một tuần. Vở kịch xà bông hiếm khi đưa tất cả các cốt truyện hiện tại đến một kết luận cùng một lúc. Khi một cốt truyện kết thúc, có một số chủ đề câu chuyện khác ở các giai đoạn phát triển khác nhau. Các tập kịch xà bông thường kết thúc với các mâu thuẫn gay gắt, và tập kết thúc một mùa (nếu một loại kịch xà bông kết hợp nghỉ giữa các mùa) kết thúc theo cùng một cách, chỉ được giải quyết khi chương trình trở lại để bắt đầu phát sóng mùa mới.
Những vở kịch xà bông buổi tối và những bộ phim phát sóng với tốc độ một tập mỗi tuần có nhiều khả năng sẽ giới thiệu toàn bộ dàn diễn viên trong mỗi tập, và đại diện cho tất cả các cốt truyện hiện tại trong mỗi tập. Những vở kịch và sê-ri phim xà bông buổi tối chỉ chạy trong một phần của năm có xu hướng đưa mọi thứ đến một mâu thuẫn cực điểm vào cuối mùa đầy kịch tính.

## Sách tham khảo
- Ang, Ien. Watching Dallas: Soap Opera and the Melodramatic Imagination, Methuen, 1985. ISBN 978-0-416-41630-5
- Bowles, Kate. Soap opera: 'No end of story, ever'  in The Australian TV Book, (Eds. Graeme Turner and Stuart Cunningham), Allen & Unwin, St Leonards, NSW, 2000. ISBN 1-86508-014-4, Google Books link
- Geraghty, Christine. The Aesthetic Experience in Women and Soap Opera: A Study of Prime Time Soaps, Polity Press, Cambridge, 1991. ISBN 0-7456-0489-7
- Mercado, Andrew. Super Aussie Soaps, Pluto Press Australia, 2004. ISBN 1-86403-191-3
- Timeline of daytime soaps Lưu trữ ngày 12 tháng 10 năm 2007 tại Wayback Machine